# Torrent de Caldat
El torrent de Cal Dat, o torrent de la Baga del Coll, és un torrent que discorre pels termes municipals de Granera i Monistrol de Calders, al Moianès.

El Torrent de Cal Dat, respecte del terme de Granera

Aquest torrent està situat a llevant del terme municipal monistrolenc, i a ponent del de Granera. Es forma a la confluència de la Serra del Castell i de la Carena de Cal Dat, a llevant de la masia del Coll. Des d'aquell lloc davalla cap al nord-oest, anant a buscar el fons de la vall que s'obre sota i al nord-est de la masia del Coll, passant al nord de les Roques de Cal Dat, després de les quals troba la Font de Cal Dat. Ressegueix pel sud-oest tota la Carena del Cal Dat, deixant a l'esquerra els paratges de les Vinyes i la Quintana del Coll, fins que arriba sota la masia del Coll, on rep per l'esquerra el torrent del Coll. Just en aquest lloc el torrent de Cal Dat gira cap al nord, per tal de seguir tota la vall de la Baga del Coll.
Al cap de poc deixa a llevant la Baga de Cal Dat, i a l'esquerra el Fornot del Coll i la Solella del Coll, lloc on rep per la dreta el torrent del Girbau. Poc després rep també per la dreta el torrent de Cisnolla, moment en què deixa enrere el terme municipal de Granera i entra en el de Monistrol de Calders. Passa entre les muntanyes de Trullars, al sud-oest, i de la Sala, al nord-est, i ressegueix tota la Baga del Coll, que queda a ponent del torrent. S'aboca en la riera de Sant Joan davant, sota i al sud-oest de la masia de Rubió